# Tullio Carminati
Pour les articles homonymes, voir Carminati.

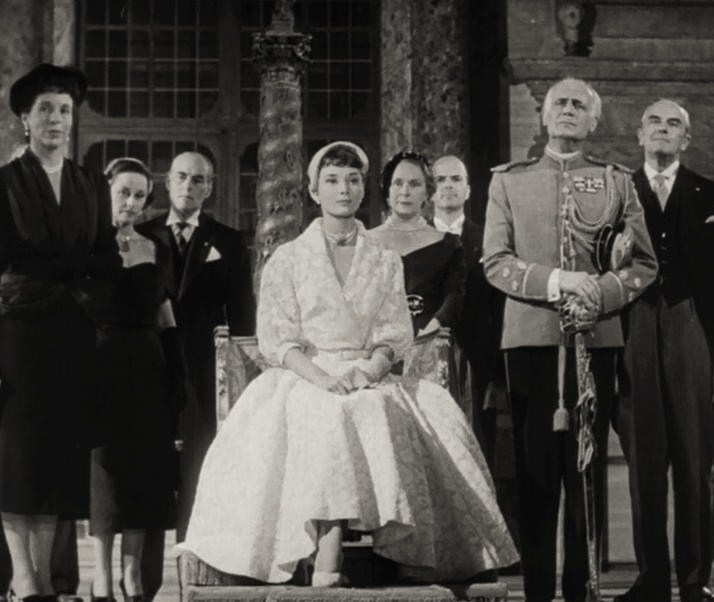
Au premier plan, de gauche à droite : Margaret Rawlings, Audrey Hepburn et Tullio Carminati, dans Vacances romaines (1953)

Tullio Carminati est un acteur italien, de ses titre et nom complet Comte Tullio Carminati de Brambilla, né le 21 septembre 1894 à Zara (alors en Autriche-Hongrie ; actuellement Zadar, en Croatie), mort d'un accident vasculaire cérébral le 26 février 1971 à Rome (Italie).

## Biographie
Tullio Carminati débute au cinéma en 1914, participant à plusieurs films muets italiens jusqu'en 1924, année où il joue dans un film allemand, avant de s'établir un temps aux États-Unis, à Hollywood. Exception faite de la version italienne d'un film franco-italien en 1934, il apparaît exclusivement dans des films américains entre 1926 et 1940. Puis, malgré la Seconde Guerre mondiale, il revient s'installer en Italie et, de 1943 à 1963 (année de son dernier film), alterne les films italiens, américains, ou coproductions (dont deux films franco-italiens en 1948 et 1950), sans omettre un film espagnol en 1955 — voir filmographie ci-dessous —.
En outre, entre 1929 et 1938, donc durant son séjour aux États-Unis, il joue au théâtre, à Broadway, dans deux pièces et deux comédies musicales (étant chanteur occasionnellement).

## Filmographie partielle
- 1915 : Romanticismo de Carlo Campogalliani et Arrigo Frusta
- 1916 : Davanti alla legge de Carlo Campogalliani
- 1916 : La menzogna d'Augusto Genina
- 1916 : La collana della felicità de Carlo Campogalliani
- 1917 : Kalidaa, la storia di una mummia d'Augusto Genina
- 1918 : Il trono e la seggiola d'Augusto Genina
- 1924 : Mensch gegen Mensch de Hans Steinhoff
- 1926 : L'Oiseau de nuit (The Bat) de Roland West
- 1926 : La Duchesse de Buffalo (The Duchess of Buffalo) de Sidney Franklin
- 1927 : Stage Madness de Victor Schertzinger
- 1927 : Le Prince aux gondoles (Honeymoon Hate) de Luther Reed
- 1928 : Les Trois Coupables (Three Sinners) de Rowland V. Lee
- 1928 : Le Patriote (The Patriot) d'Ernst Lubitsch
- 1933 : Gallant Lady de Gregory La Cava
- 1934 : L'Étoile du Moulin-Rouge (Moulin Rouge) de Sidney Lanfield
- 1934 : Une nuit d'amour (One Night of Love) de Victor Schertzinger
- 1935 : La Marche nuptiale (La marcia nuziale) de Mario Bonnard
- 1935 : Paris in Spring de Lewis Milestone
- 1935 : Let's Live Tonight de Victor Schertzinger
- 1936 : The Three Maxims d'Herbert Wilcox
- 1937 : Sa plus belle chance (London Melody) de Herbert Wilcox
- 1940 : Safari d'Edward H. Griffith
- 1946 : L'Apocalypse (L'apocalisse) de Giuseppe Maria Scotese
- 1948 : La Chartreuse de Parme de Christian-Jaque
- 1949 : La Madone d'or (La madonnina d'oro) de Ladislas Vajda
- 1950 : La Beauté du diable de René Clair
- 1952 : Les hommes ne regardent pas le ciel (Gli uomini non guardano il cielo) d'Umberto Scarpelli
- 1953 : Vacances romaines (Roman Holiday) de William Wyler
- 1954 : Jeanne au bûcher (Giovanna d'Arco al rogo) de Roberto Rossellini
- 1955 : Good Bye, Sevilla d'Ignacio F. Iquino
- 1956 : Guerre et Paix (War and Peace) de King Vidor
- 1960 : Un scandale à la cour (A Breath of Scandal) de Michael Curtiz
- 1961 : Le Cid (El Cid) d'Anthony Mann
- 1962 : Le Mercenaire (La congiura dei dieci) d'Étienne Périer et Baccio Bandini
- 1962 : Aventures de jeunesse (Hemingway's Adventures of a Young Man) de Martin Ritt
- 1963 : Le Cardinal (The Cardinal) d'Otto Preminger

## Théâtre (à Broadway)
- 1929-1931 : Strictly Dishonorable, pièce de Preston Sturges
- 1932 : Christopher comes across, pièce de Hawthorne Hurst, avec Walter Kingsford
- 1932-1933 : Music in the Air, comédie musicale, musique de Jerome Kern, lyrics et livret d'Oscar Hammerstein II, orchestrations de Robert Russell Bennett, mise en scène de J. Kern et O. Hammerstein II, costumes de John Harkrider et Howard Shoup, avec Walter Slezak
- 1938 : Great Lady, comédie musicale, musique de Frederick Loewe, lyrics et livret de Lowell Brentano et Earle Crooker, mise en scène de Bretaigne Windust, avec Robert Greig, Jerome Robbins